# General Pinedo
General Pinedo è un municipio dell'Argentina, capoluogo del dipartimento di Doce de Octubre, in provincia di Chaco.